# Jay Farrar
Jay Farrar (* 26. Dezember 1966 in Belleville, Illinois) ist ein US-amerikanischer Songwriter aus St. Louis, Missouri. Bekannt wurde er mit seiner Band Uncle Tupelo, die als die wichtigste wegbereitende Band des Alternative Country der 1990er Jahre gilt. Nach der Auflösung der Band gründete er Son Volt und veröffentlicht seit 2001 Soloalben.

## Soloalben
Sebastopol (2001) und Terroir Blues (2003) erschienen auf dem Independent-Plattenlabel Artemis. Auf Sebastopol arbeitete er eng mit Steven Drozd von den The Flaming Lips. Eine von den Fans besonders hoch geschätzte EP mit Songs aus den Sebastopol-Sessions, ThirdShiftGrottoSlack erschien 2002. Der Originalsoundtrack zum Independent-Film The Slaughter Rule (2002, Regie: Alex und Andrew Smith) erschien 2003 auf Bloodshot Records. Im selben Jahr gründete Farrar sein eigenes Label Transmit Sound (am Anfang: „Act/Resist Records“).
Auf seinen Aufnahmen und bei Live-Auftritten wird Farrar oft von der Rockgruppe Canyon und Eric Heywood und Mark Spencer von den Blood Oranges begleitet.

## Stil
Sein Stil bewegt sich zwischen einfach gespielter Folk-Musik, traditionellen Country-Elementen bis zu Rockband Arrangements, die an Neil Young oder Dinosaur Jr. erinnern. Auf seinen Soloplatten experimentiert er zudem mit verschiedenen Klängen und Samples. Dies erinnert zuweil an Psychedelia, mit Anlehnung an orientalische Klänge. Eins seiner Markenzeichen ist die alternative Stimmung seiner Gitarre.